# زلزال كريت 365

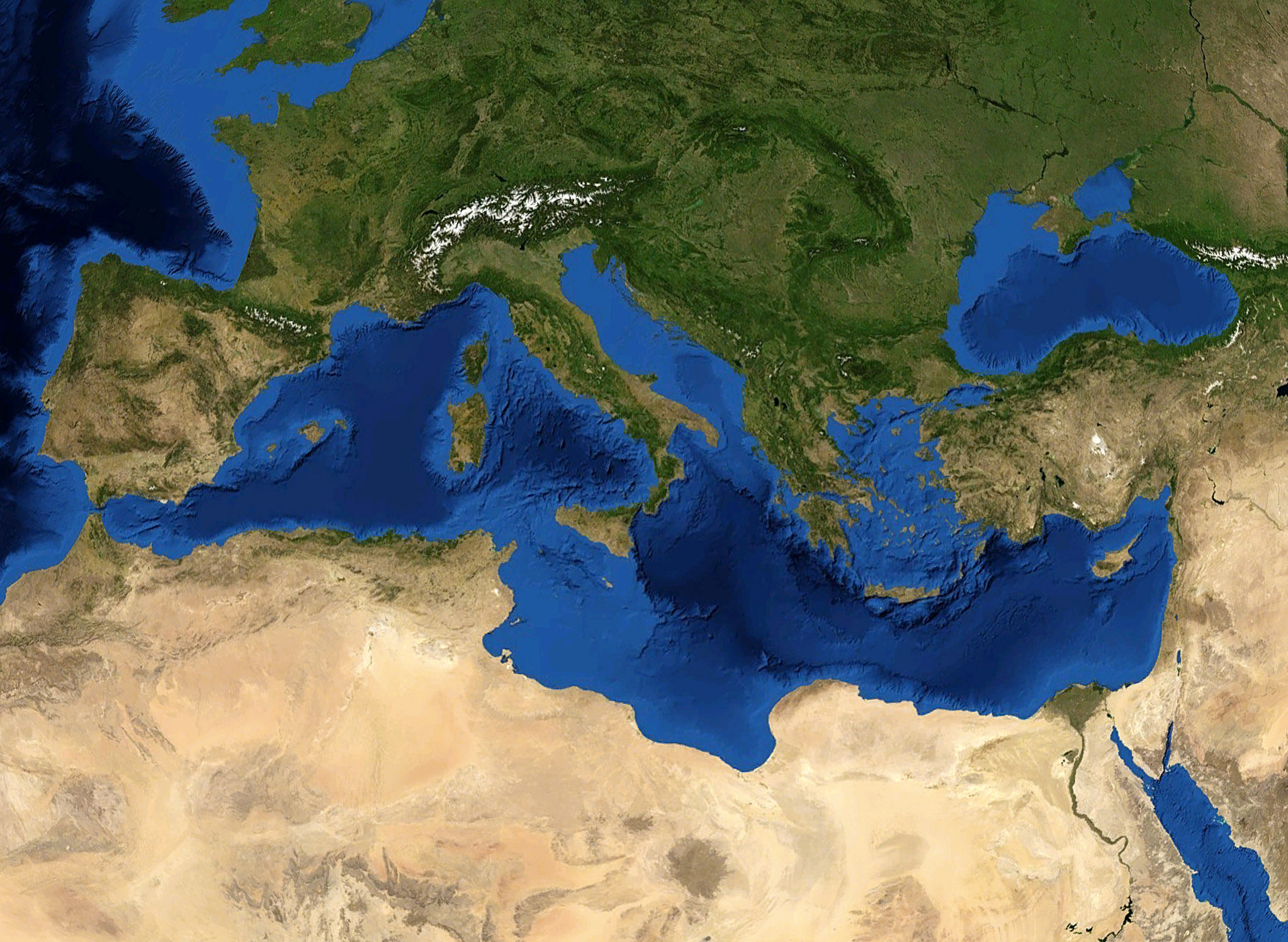
البحر المتوسط

زلزال كريت العام 365 ميلادية كان زلزالا تحت البحر وقع تقريبا وقت شروق شمس 21 يوليو 365 ميلادية شرقي البحر المتوسط.
كان مركز الزلزال قرب جزيرة كريت، ويقدر علماء الجيولوجيا اليوم قوة الزلزال وقتها بنحو 8 درجات على مقياس ريختر وربما أكثر، مسبب دمارا واسعا في وسط وجنوبي اليونان ، شمال ليبيا، قبرص وصقلية  حيث دمر جميع المباني تقريبا في جزيرة كريت.
كما تسبب الزلزال في غرق مناطق ساحلية بأكملها تحت مياه البحر المتوسط، وتبعه موجات تسونامي طالت الساحل الشرقي للبحر المتوسط بما فيها الإسكندرية ودلتا النيل حيث تسببت في مقتل الآلاف والقاء السفن قرابة الميلين داخل اليابسة.
ترك الزلزال تأثيرا عميقا في ذاكرة أواخر العصور القديمة، حيث أشار عدد من المؤلفين والكتاب في تلك الفترة إلى ذلك الحدث في أعمالهم.

## صور
آثار الزلزال كما تبدو علفي مواقع أثرية:

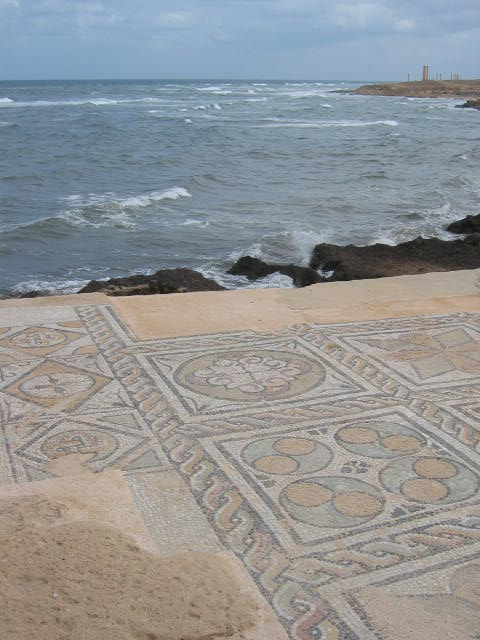
مستوى شاطئ البحر قريب من حمامات صبراتة
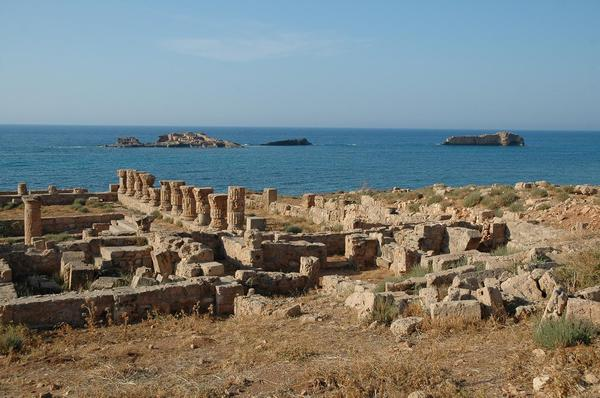
الميناء المغمور بالمياه في أبولونيا